# Reforma política de Adolfo Suárez
La reforma política de Adolfo Suárez fue el proceso que se desarrolló en España entre 1976 y 1977 liderado por el presidente Suárez —nombrado por el rey Juan Carlos— por el que la dictadura establecida por el general Francisco Franco, basada en las Leyes Fundamentales del Reino, dio paso a una monarquía parlamentaria. El principal instrumento legal para llevar a cabo el cambio fue la Ley para la Reforma Política, elaborada por el presidente de las Cortes franquistas Torcuato Fernández Miranda, que permitió transformar el régimen desde dentro («de la ley a la ley», en palabras de Fernández Miranda) y llegar a la celebración en junio de 1977 de las primeras elecciones democráticas desde febrero de 1936. Forma parte del período conocido como Transición Española, tras el último gobierno presidido por Carlos Arias Navarro y antes de que se desarrollara el período constituyente.

## Antecedentes
El fallecimiento del general Franco el 20 de noviembre de 1975 puso fin a su larga etapa de gobierno, pero no al régimen por él instaurado. Como había dispuesto el dictador, le sucedió el hasta entonces Príncipe de España, Juan Carlos de Borbón, nieto del último rey Alfonso XIII e hijo de Juan de Borbón, pretendiente al trono desde hacía décadas. El nuevo rey mantuvo en el puesto de jefe de gobierno a Carlos Arias Navarro, último presidente nombrado por Franco. Sin embargo, la escasa voluntad democratizadora de Arias hizo que el Rey tomara la decisión de sustituirle por un relativamente poco conocido Adolfo Suárez el 1 de julio de 1976.

## Primeros pasos

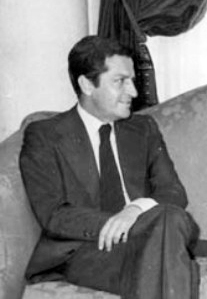
Adolfo Suárez fue el artífice de la reforma.

Aunque una parte de la sociedad española exigía un cambio político, el aparato franquista estaba prácticamente intacto y era todavía muy poderoso. Principalmente debido al control de las Fuerzas Armadas por parte de generales que habían combatido en la guerra civil a las órdenes de Franco. Nombrado por delante de otros políticos reformistas de más relieve —como José María de Areilza o Manuel Fraga— a Suárez se le auguraba una presidencia de corta duración. Su pasado como hombre del Movimiento promovía la hostilidad de la oposición. Su elección respondía a una arriesgada decisión personal del Rey. El apoyo de Alfonso Osorio posibilitó que se incorporaran a su gabinete reformistas del llamado Grupo Tácito, no obstante lo cual, el nuevo gobierno tuvo muy mala acogida en la prensa. Además, Suárez optó por mantener a los ultraconservadores ministros militares del anterior gobierno, encabezados por el general de Santiago.
Suárez expuso su programa en televisión. Apoyando anteriores mensajes del Rey, reconoció que la soberanía residía en el pueblo, expresó su intención de instaurar un régimen democrático y prometió un referéndum y elecciones antes del 30 de junio de 1977. El 14 de julio volvió a presentar ante las Cortes un proyecto de reforma del Código Penal encaminado a permitir la legalización de los partidos políticos. La medida había sido ya rechazada en junio, pero Suárez consiguió que fuera aprobada gracias a la introducción de una cláusula que parecía encaminada a impedir la legalización del Partido Comunista de España (PCE). Dicha norma prohibía las asociaciones políticas «sometidas a una disciplina internacional que se propongan implantar un sistema totalitario». Por otro lado, el dinamismo del joven «tándem» formado por el monarca y el presidente fue consiguiendo ganar apoyo popular. El 30 de julio, el ejecutivo aprobó una propuesta de amplia amnistía para los presos políticos que excluía los delitos de sangre.
Para reducir la presión del PCE y mantener el control del proceso de transición frente a la oposición, Suárez mantuvo en el mes de agosto varias entrevistas con líderes opositores, entre los que se encontraba Felipe González, secretario general del Partido Socialista Obrero Español (PSOE). También estableció un contacto indirecto con Santiago Carrillo, secretario del PCE, a través del periodista José Mario Armero. Al líder comunista le pidió que no imposibilitara la «transición», entendida esta como un proceso pacífico que dejara intactas las estructuras sociales y económicas.

## La Ley para la Reforma Política

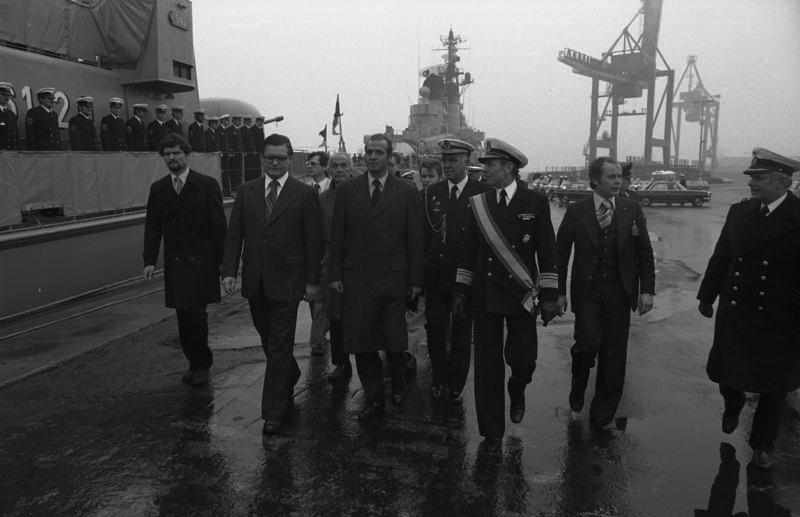
La constante actividad internacional del Rey fue determinante para el éxito de la reforma.

El 23 de agosto de 1976, Torcuato Fernández-Miranda, presidente de las Cortes, entregó a Suárez un borrador de Ley para la Reforma Política. El presidente lo presentó al consejo de ministros al día siguiente sin decir quién era el autor. Se formó un subcomité que trabajó sobre el texto. Durante todo el período de discusión del proyecto redactado por Fernández Miranda, el Gobierno tuvo que sortear la creciente oposición de los altos mandos militares, recelosos de una reforma que consideraban contraria a los ideales del régimen. A petición del Rey, el 8 de septiembre Suárez presentó el proyecto a los altos jefes militares. El presidente les aseguró que el PCE solo sería legalizado si la ley lo permitía, y aseguró que sus vigentes estatutos y el recién enmendado Código Penal impedían esa legalización. Suárez omitió comentar la existencia de contactos con Carrillo. La propuesta fue aceptada con reservas, y solo debido a que el monarca la apoyaba. Dos días más tarde, el gabinete aprobó el Proyecto de Ley para la Reforma Política y lo presentó a la nación.
Unos días más tarde, Suárez cesó al general de Santiago y lo sustituyó por el general Gutiérrez Mellado debido a que el primero había criticado una reforma sindical promovida por el ministro Enrique de la Mata. El cesado recabó apoyos dentro y fuera del Ejército y su sucesor quedó en una situación comprometida.
Aunque el PCE acogió el proyecto con hostilidad, otros grupos de oposición más moderados estaban satisfechos por el creciente clima de libertad, en el que el PSOE se disponía a celebrar su XXVII Congreso. Se seguían prohibiendo las actividades públicas de los comunistas, pero se les permitía operar extraoficialmente. Suárez tomaba así la iniciativa política y dividía a la oposición. El 23 de octubre, la plataforma opositora Coordinación Democrática se fusionó con otros cinco organismos similares de ámbito regional para constituir la Plataforma de Organismos Democráticos. El nuevo organismo unitario rechazó el 4 de noviembre la propuesta gubernamental de celebrar un referéndum para ratificar la Ley de Reforma, con el argumento de que no tendría sentido en tanto no estuvieran legalizados los partidos políticos, siguiera organizado el Movimiento y no se liberara a todos los presos políticos. La Plataforma pidió la abstención en la consulta. El 12 de noviembre se celebró una huelga general, pero la buena acogida pública que había tenido la reforma hizo que la protesta no degenerara en una oposición a la misma.
El debate de la Ley en las Cortes tuvo lugar entre los días 16 y 18 de noviembre, y vino precedido de amplios contactos en busca de votos. Con gran habilidad, Fernández-Miranda encargó la defensa del proyecto a Miguel Primo de Rivera, sobrino del fundador de la Falange. La Ley para la Reforma Política fue aprobada por 425 votos a favor y 59 en contra, con 13 abstenciones. Se ha señalado con frecuencia que el voto fue un «suicidio» del órgano franquista, que abrió paso a una nueva etapa. El 20 de noviembre, aniversario del fallecimiento de Franco, los sectores reaccionarios se concentraron en la plaza de Oriente de Madrid expresando su rechazo al Gobierno. Sin embargo, el día 27, la Plataforma de Organismos Democráticos celebró una reunión en la que, aunque insistía en sus habituales peticiones, abandonó su anterior exigencia de constituir un gobierno provisional de «consenso democrático» para celebrar las elecciones. Incluso el Partido Comunista hubo de moderar su actitud hacia el Rey.
Finalmente, el 15 de diciembre de 1976 se celebró el previsto referéndum para ratificar la ley. Los llamamientos de la oposición a la abstención no tuvieron mucho éxito y el texto legal fue apoyado por el 94% de los votantes. El escasísimo voto negativo dejaba en claro lo minoritarios que eran los sectores inmovilistas, lo que hizo que arrecieran los movimientos involucionistas dentro de las Fuerzas Armadas. El Rey tuvo que utilizar su ascendiente sobre los militares para apaciguar los ánimos.

## Legalización de los partidos

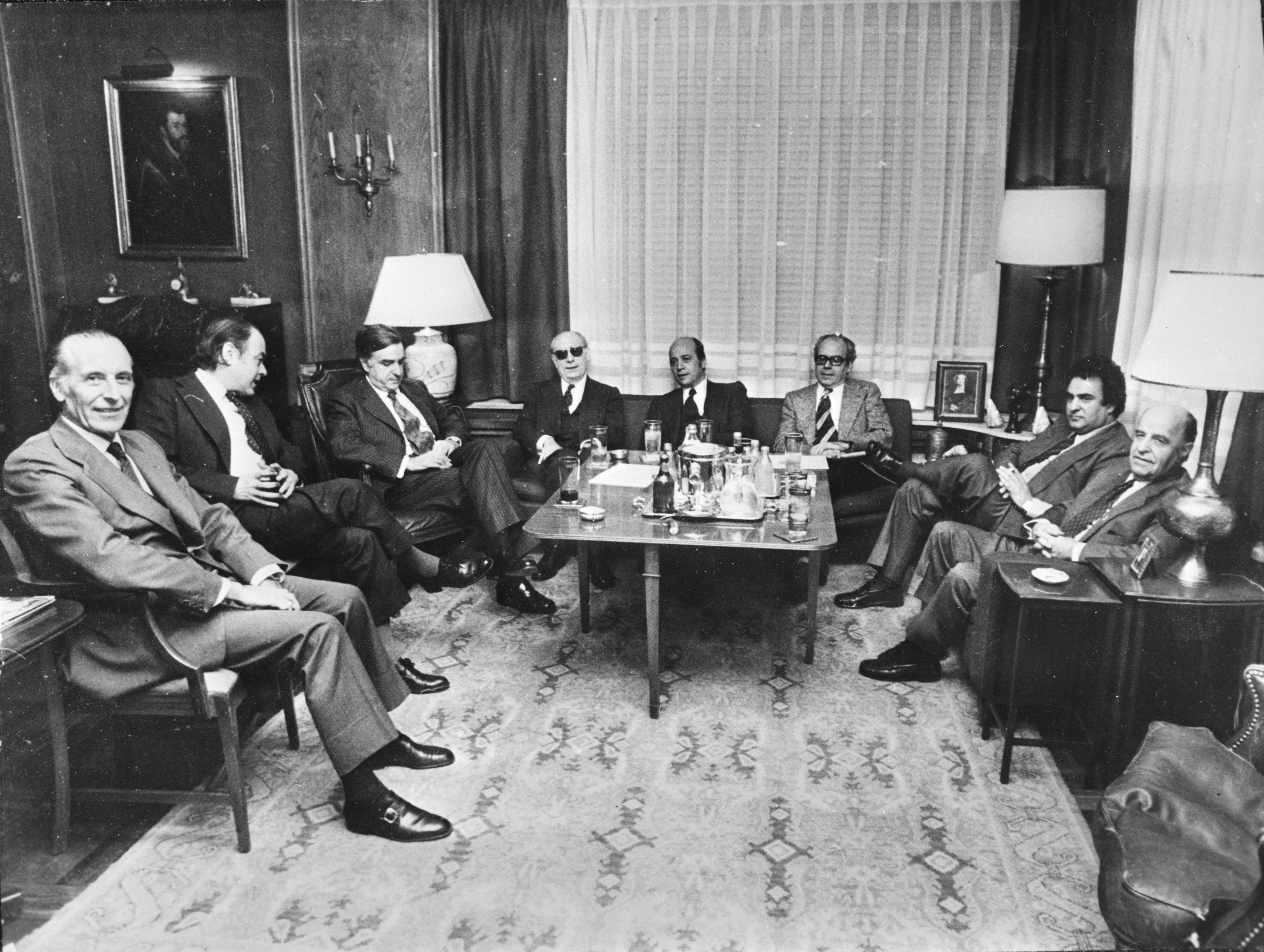
«Comisión de los nueve» de la Plataforma de Organismos Democráticos constituida por la oposición para negociar con Suárez tras la aprobación en referéndum de la Ley para la Reforma Política. De izquierda a derecha Joaquín Satrústegui (liberal), Jordi Pujol (nacionalista catalán), Antón Cañellas (democratacristiano), Enrique Tierno Galván (PSP), Francisco Fernández Ordóñez (socialdemócrata), Simón Sánchez Montero (PCE), Enrique Múgica Herzog (PSOE) y ¿Julio de Jáuregui? (nacionalista vasco).

Tras la aprobación de la Ley, Suárez se enfrentó a los problemas que le planteaban el terrorismo por un lado, y la difícil legalización del PCE, por otro. Santiago Carrillo forzó la situación apareciendo en público y fue detenido el 22 de diciembre de 1976. El Gobierno optó por ponerle en libertad, lo que supuso un gran paso hacia la legalización. Sin embargo, la aparición de los Grupos de Resistencia Antifascista Primero de Octubre (GRAPO) con los sucesivos secuestros de Antonio María de Oriol y Urquijo —el 11 de diciembre de 1976— y del general Villaescusa —el 24 de enero de 1977— excitó aún más los ya tensos nervios del estamento castrense. Ambos fueron liberados por la policía el 11 de febrero. Al mismo tiempo, el mismo día del secuestro de Villaescusa, un grupo de ultraderechistas entró en un despacho de abogados laboralistas próximo a Comisiones Obreras y asesinó a cinco personas. La serena reacción del Partido Comunista, con una demostración pacífica de rechazo a la violencia el día de los funerales, terminó de convencer al Rey, a Suárez y a la opinión pública de que el PCE merecía la legalización. Una delegación de la oposición obtuvo de Suárez la promesa de actuar contra el búnker y, a cambio, pactó una declaración conjunta entre el Gobierno y la oposición en contra del terrorismo y reclamando apoyo al ejecutivo.

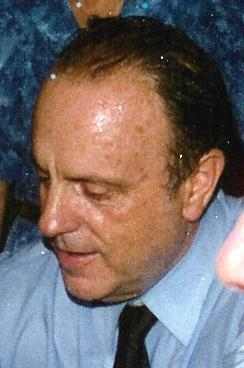
Pese a su relevancia política, Manuel Fraga fue superado por Suárez.

En septiembre de 1976 Manuel Fraga y otros seis antiguos ministros de Franco formaron Alianza Popular (AP). Con gran apoyo de la banca, confiaban en captar el voto del sector que consideraban mayoritario: el «franquismo sociológico». La creación de esta coalición conservadora afianzó la opinión de Suárez de que debía ocupar el espacio de centro. Para ello, y a lo largo de meses de negociaciones dinámicas, confusas y a veces poco dignas, fue formando una amplia coalición de partidos que se llamaría Unión de Centro Democrático (UCD). Englobaba a sectores que se denominaban demócrata cristianos, liberales y socialdemócratas, junto con un importante sector procedente —como el propio Suárez— del Movimiento Nacional.
El asesinato por los GRAPO de dos policías y un guardia civil excitó todavía más los ánimos del búnker, lo que dificultó la legalización del PCE. A finales de febrero de 1977, Suárez y Carrillo celebraron un encuentro secreto y el segundo ofreció aceptar la monarquía y la tradicional bandera roja y amarilla a cambio de la legalización de su partido. El 2 de marzo, en un nuevo paso al reconocimiento legal, el gobierno aceptó la celebración de una cumbre eurocomunista en la que participaron los líderes del Partido Comunista Italiano, Enrico Berlinguer, y del Partido Comunista Francés, Georges Marchais. Además, el partido había modificado sus estatutos para poder permitir la legalización sin que Suárez tuviera que retractarse del compromiso que había adquirido con los militares el 8 de septiembre anterior. El 8 de abril — Viernes Santo— la Junta de Fiscales Generales del Tribunal Supremo emitió un dictamen en el que afirmaba que no había obstáculo para la legalización del PCE. A pesar del claro peligro de que se produjera un golpe de Estado reaccionario, al día siguiente —Sábado Santo— Suárez anunció la legalización del Partido Comunista. El descontento entre los altos mandos militares fue considerable y se tradujo en la dimisión del ministro de Marina, el almirante Pita da Veiga. Esta renuncia creó una situación muy delicada porque ningún alto oficial de la Marina estaba dispuesto a reemplazar a Pita. Finalmente, el prestigioso almirante retirado Pascual Pery aceptó desempeñar el cargo y se solventó la crisis, aunque el malestar de cierto sector militar fue muy explotado por la prensa de extrema derecha.
Un problema que se reveló irresoluble fue el de un sector del nacionalismo vasco que había optado también por el terrorismo. A Suárez le costó comprender el planteamiento de este sector y lo abordó como un problema de orden público cuyo tratamiento encargó al ministro del Interior Rodolfo Martín Villa. Pese a ello, el Gobierno inició conversaciones con la organización terrorista Euskadi Ta Askatasuna (ETA) en noviembre de 1976, y las retomó en febrero de 1977. Una pequeña tregua permitió otorgar una nueva amnistía el 14 de marzo de 1977, cuyo efecto fue que solo permanecieron encarcelados 27 miembros de ETA. Sin embargo, los partidos que apoyaban a las dos ramas de ETA exigieron la liberación de todos los presos antes de la celebración de las elecciones como condición previa para participar en ellas. El Gobierno entabló nuevas negociaciones y concedió una tercera amnistía el 20 de mayo de 1977.
El 23 de mayo, Torcuato Fernández-Miranda, personaje clave durante el proceso de reforma, presentó su dimisión como presidente de las Cortes y del Consejo del Reino. Para entonces, sus relaciones con Suárez, antaño muy estrechas, se habían vuelto muy tensas. El 29 de mayo, el Rey presidió el desfile del Día de las Fuerzas Armadas y concedió un indulto a los militares del que se exceptuaban los miembros de la Unión Militar Democrática y los que sirvieron en el Ejército Popular de la República. Tras el acto militar, se celebró una sencilla ceremonia en la que el padre del Rey, don Juan de Borbón, renunciaba expresamente a sus derechos al Trono y reconoció a su hijo como legítimo monarca.

## Las elecciones

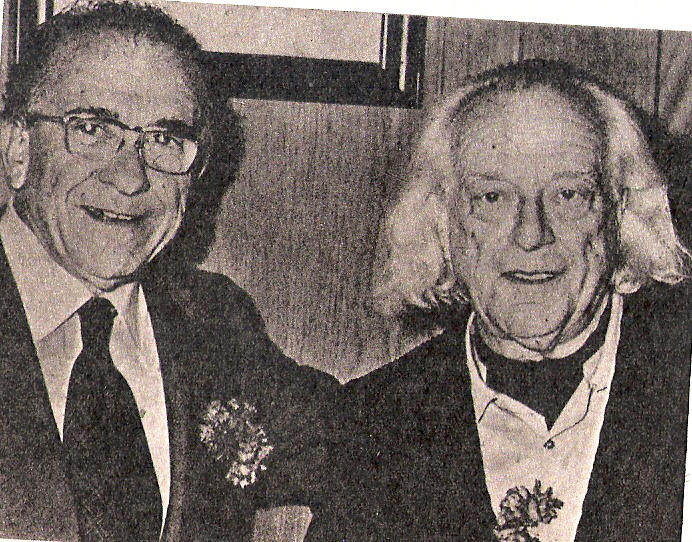
La avanzada edad de los candidatos comunistas, como Santiago Carrillo y Rafael Alberti, recordó a los votantes la sangrienta Guerra Civil.

La hostilidad de ciertos mandos militares hizo que Gobierno y oposición fueran prudentes durante el proceso electoral. Sin embargo, la campaña transcurrió en un ambiente festivo. El PSOE y el PCE celebraron los mayores mítines, pero la presencia televisiva de la progubernamental UCD fue aplastante. AP, pese a su abundancia de recursos económicos, se vio perjudicada por la participación del expresidente Arias, quien expresó una postura inmovilista. También la presencia de Santiago Carrillo y otros compañeros suyos de avanzada edad evocaba en los electores el recuerdo de la guerra civil, y el PCE se vio perjudicado por ello. Suárez se negó a debatir con ningún rival, explotó el control gubernamental de muchos medios de comunicación (incluida TVE, la única televisión) y realizó una aplastante campaña propagandística. Votó casi el 80% del electorado, y se manifestó masivamente por el cambio de régimen. Los deseos de cambio sin enfrentamiento beneficiaron a UCD y PSOE. La coalición de Suárez obtuvo un 34,3% de los votos, y los socialistas, el 28,5%. El PCE obtuvo un 9,3% y AP un 8,4%. El régimen de Franco no quedaría definitivamente enterrado hasta la aprobación de la Constitución de 1978.